# Saint-Étienne-au-Temple
Saint-Etienne-au-Temple – miejscowość i gmina we Francji, w regionie Grand Est, w departamencie Marna.
Według danych na rok 1990 gminę zamieszkiwało 447 osób, a gęstość zaludnienia wynosiła 37 osób/km².